# Splash (film)
Splash är en amerikansk komedifilm från 1984 i regi av Ron Howard. Huvudrollerna spelas av Tom Hanks och Daryl Hannah.

## Handling
Alan Bauer blir som barn räddad av en sjöjungfru. När Alan Bauer (Tom Hanks) som vuxen återvänder till samma plats, hamnar han ytterligare en gång i vattnet för att sedan åter bli räddad av samma sjöjungfru (Daryl Hannah) igen. Med enbart Alan Bauers plånbok bestämmer sig sjöjungfrun för att söka upp Alan, hon tar sig till Frihetsgudinnan och drar omedvetet till sig uppmärksamhet. Polisen kontaktar Alan och han tar med henne hem. Sjöjungfrun lär sig Engelska genom att titta på TV när Alan jobbar under dagen och antar namnet Madison. Alan och Madison förälskar sig i varandra. Men hon har en hemlighet...

## Rollista i urval
| Tom Hanks        | – Allen Bauer          |
| Daryl Hannah     | – Madison              |
| John Candy       | – Freddie Bauer        |
| Eugene Levy      | – Dr. Walter Kornbluth |
| Dody Goodman     | – Mrs. Stimler         |
| Richard B. Shull | – Dr. Ross             |
| Shecky Greene    | – Mr. Buyrite          |

## Om filmen
Daryl Hannah imponerade på producenterna med sin förmåga att simma under vattnet, även med fiskstjärt över benen, och gjorde alla sina egna undervattenscener som filades på Bahamas. En stor del filmen inspelades på plats i New York på platser som Frihetsgudinnan, American Museum of Natural History, Bloomingdale's, Columbus Circle och Central Park.
Splash var den första filmen från Walt Disney Productions som släpptes under varumärket Touchstone Films.
Filmen nominerades för Oscar för bästa originalmanus till Oscarsgalan 1985.